# Ла-Трините (округ)
Ла-Трините (фр. La Trinité) — округ (фр. Arrondissement) во Франции, один из округов в регионе Мартиника. Департамент округа — Мартиника. Супрефектура — Ла-Трините.
Население округа на 2009 год составляло 85 529 человек. Площадь округа составляет всего 338 км².